# Ploho
Ploho (dt. Schlecht) ist eine russische Post-Punk/New-Wave-Band aus Nowosibirsk.

## Bandgeschichte
Ploho wurde 2013 in Nowosibirsk gegründet. Die ersten Songs und Alben erschienen als Selbstveröffentlichung. Erst 2019 wurde mit Пыль zum ersten Mal ein Album auf dem russischen Post-Punk-Label Sierpien Records veröffentlicht. Im selben Jahr arbeitete Ploho mit der befreundeten Band Molchat Doma aus Belarus zusammen und veröffentlichte die Single По краю острова.
2021 erschien mit Фантомные чувства das erste Album auf dem kanadischen Label Artoffact Records, das Ploho 2020 unter Vertrag nahm.
Im Februar 2022 veröffentlichte die Band die deutschsprachige Single Plattenbauten. Dabei handelt es sich um eine Übersetzung des Songs Новостройки, der bereits 2015 erschienen ist.
Das Album Когда душа спит wurde im November 2022 veröffentlicht.
Im Laufe ihrer Karriere absolvierte die Band bereits Auftritte in mehr als 40 europäischen Städten und auf Festivals wie dem Kalabalik på Tyrolen im schwedischen Alvesta.

## Stil
Die Musik sowie die Texte von Ploho sind durch die Ästhetik und den Sound sowjetischer Bands der späten 1980er- und frühen 1990er-Jahre beeinflusst. Als prägend nennt die Band vor allem die russische Band Kino. Mit Einflüssen von Electro Wave und Darkwave gilt Ploho als eine der ersten „Russian New Wave“-Rockbands der 2010er-Jahre. Die überwiegend düsteren Songs reflektieren den Aussagen der Bandmitglieder zufolge deren generelle Lebensumstände, die Tristesse des Alltags in Sibirien sowie das Aufwachsen inmitten von Kriminalität und Chaos.
Bekanntheit erlangte die Musik der Band außerhalb russischsprachiger Länder vor allem durch „Doomer“-Playlists, die als Teil des globalen Internetphänomens und Memes melancholische, postsowjetische Post-Punk-Songs vereinen und unter anderem in Westeuropa und den USA beliebt sind.

## Diskografie

### Alben
| Jahr | Titel im Original          | Übersetzter Titel                   |
| ---- | -------------------------- | ----------------------------------- |
| 2014 | Смирение и отрицание       | Demut und Leugnung                  |
| 2015 | Новостройки                | Neubauten                           |
| 2016 | Культура доминирования     | Dominanzkultur                      |
| 2017 | Бумажные бомбы             | Papierbomben                        |
| 2018 | Куда птицы улетают умирать | Wohin die Vögel zum Sterben fliegen |
| 2019 | Пыль                       | Staub                               |
| 2021 | Фантомные Чувства          | Phantomgefühle                      |
| 2022 | Когда душа спит            | Wenn die Seele schläft              |
| 2024 | Почва                      | Boden                               |

### Singles und EPs
| Jahr | Titel im Original   | Übersetzter Titel                  |
| ---- | ------------------- | ---------------------------------- |
| 2015 | Ренессанс           | Renaissance                        |
| 2016 | Тот, кто гасит свет | Der das Licht löscht               |
| 2016 | Болевые места       | Schmerzstellen                     |
| 2017 | Молодость           | Jugend                             |
| 2018 | Вечер Грустных Пар  | Abend der traurigen Paare          |
| 2019 | По краю острова     | Am Rande der Insel                 |
| 2020 | Между нами          | Unter uns                          |
| 2020 | Прости              | Verzeih                            |
| 2021 | Танцы в темноте     | Im Dunkeln tanzen                  |
| 2022 | Plattenbauten       |                                    |
| 2022 | Не будем прощаться  | Wir werden uns nicht verabschieden |

2019 coverte die Band zudem den Song Мы - лёд des sibirischen Musikers Jegor Letow sowie 2022 den im Original von der Rockband BI-2 stammenden Song Я никому не верю.